# CRフラメンゴ
クルーベ・ジ・レガタス・ド・フラメンゴ（ポルトガル語: Clube de Regatas do Flamengo）は、ブラジルのリオデジャネイロ州リオデジャネイロをホームタウンとする、カンピオナート・ブラジレイロに加盟するプロサッカークラブ。
ブラジル国内にはフラメンゴと名乗るクラブが数多くあるが、実績と知名度からフラメンゴと言えばこのクラブを指すことが多い。チームのマスコットはクロコンドル（Urubu）である。
クラブ名はクラブの創設地がリオデジャネイロのフラメンゴ地区であることに由来する。ホームスタジアムはエスタジオ・ド・マラカナンで、同じくリオデジャネイロを本拠地とするフルミネンセやヴァスコ・ダ・ガマ、ボタフォゴとはライバル関係にある。ユニフォームは赤と黒の横縞。
フラメンゴはリオデジャネイロはもとより、ブラジルで最も人気のあるサッカークラブであり 、スポーツマーケティング会社のGerardo Molina-Euroamerica（2012年）やFIFA（2019年）、Superinteressante（2024年）が実施した調査によると、絶対数では世界で最も多くのファンを持つサッカークラブである。
もともとはボートクラブで（クラブ名に「Regatas」とあるのはそのため）、現在はサッカーとボートのほか、バスケットボールやバレーボールのクラブも保有している。かつては元サッカー日本代表監督のジーコが在籍し活躍していた。彼は2度の在籍期間（1971-1983・1985-1989）を合わせて同クラブ史上最多の509ゴールの記録を持つ。

## 歴史

### クラブ創設
1895年11月17日、当時はボート競技が地元の人々に最も愛されているスポーツとして君臨しており、他の地元クラブと競ってリオデジャネイロ中の女の子の注目を集めたいという理由でリオデジャネイロのフラメンゴ・ビーチにある邸宅に集まった6人の若者によって設立された。その日の夜に最初の取締役会が行われ、公式な設立日をブラジルの共和制宣言記念日である11月15日に定めた。1896年11月23日、クラブカラーをそれまでの青と黄金色から赤色と黒色に変更。設立されたばかりのチームにとってイギリスから輸入された布地は非常に高価なうえに、青と黄金色は海で簡単に色褪せてしまったからである。1898年、「Irerê」と名付けられた捕鯨用のボートでフラメンゴはレガッタ競技で初優勝した。

### 陸上スポーツ部門の新設
1911年、それまでフラメンゴはボート競技のクラブであったがフルミネンセFCの内部で意見の相違があり、クラブを移ろうという選手もいれば、サッカーを辞めようとさえ考えていた選手もいた。そこでフルミネンセの元選手の一人、Alberto Borgerthがすでにボートクラブとして活躍していたフラメンゴに新たにフットボール部門を作ることを提案。このアイデアは承認され、11月8日に陸上スポーツ部が誕生した。

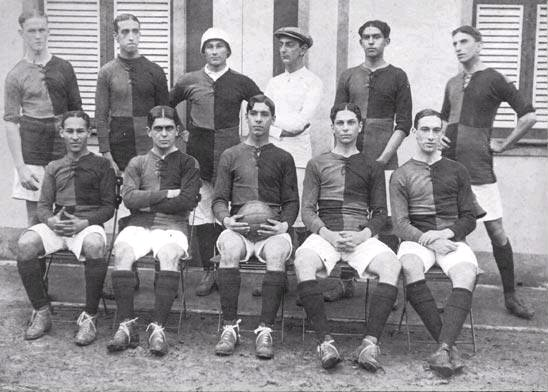
1912年のフラメンゴのチーム

最初の試合は1912年5月3日に行われ、SCマンゲイラに15-2で大勝した。最初のユニフォームは「Papagaio de Vintém」と呼ばれ、赤と黒のチェック柄のシャツだった。1914年、チームは「コブラ・コーラル」と呼ばれる赤と黒の横縞に細い白い縞が混在したデザインのユニフォームを着用するようになり、この年にチームは初の州タイトルを獲得した。1916年からは赤と黒の縞模様だけになり、新しいユニフォームはサンパウロのECサン・ベントとの試合（3-1）の際に初めて使用された。

### 初の国外遠征とアフリカ系選手
1933年4月、フラメンゴにとって初めての国外遠征としてウルグアイの首都モンテビデオとアルゼンチンのブエノスアイレスのラ・プラタへと向かった。この遠征の2ヶ月前には実業家で広告業者のJosé Bastos Padilhaがクラブの会長に就任した。当時のフラメンゴはまだプロ化していなかったため厳密にはアマチュアクラブとしての位置付けだったが、新しい会長の下で短期間で多くの変化が起きた。

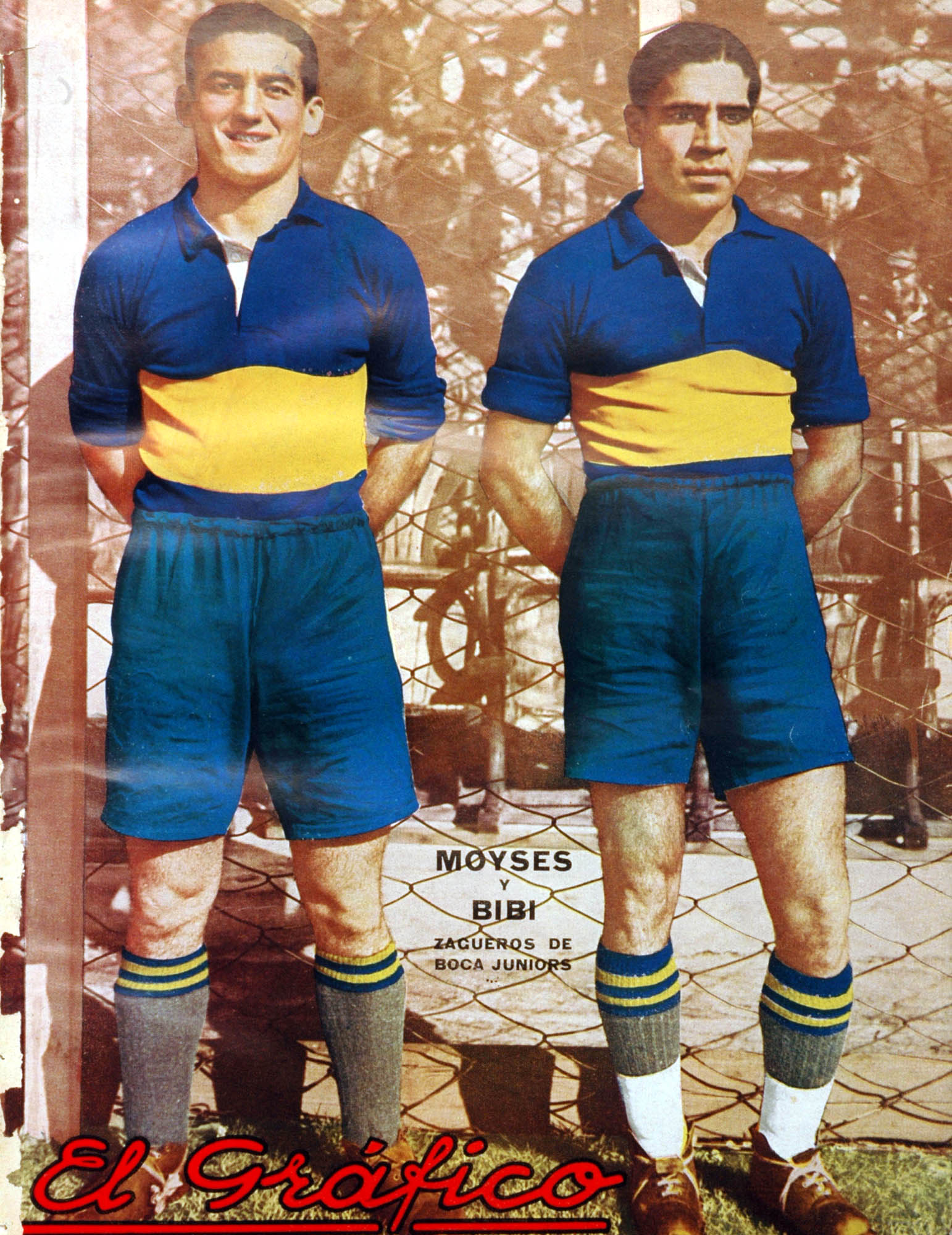
ボカでのモイゼス（左）とビビ（右）

この頃の主な選手にはゴールキーパーのフェルナンジーニョ、堅い守備を誇るモイゼス・アウヴェス・ド・リオと「ビビ」の愛称で親しまれたフェリペ・ホルヘ・ビビのディフェンダーコンビ、キャプテンであり後に監督となる中盤のフラヴィオ・コスタ、ヴィセンティーノがいた。さらに、バングーACでクラブ歴代最多得点となる220得点以上挙げたストライカーのラジスラウ・ダ・ギア、ジャルバス・バティスタなどアフリカ系の選手も所属していた。
フラメンゴにとって初のブラジル国外での試合はCAペニャロールとの試合であり、ペニャロールには1930年のワールドカップで優勝を果たしたウルグアイ代表の主力選手3人（DF:エルネスト・マスケローニ、MF:ロレンソ・フェルナンデス、FW:ペレグリーノ・アンセルモ）に加え、代表で控えだったGKミゲル・カプッチーニもいた。また、ブラジルではサッカーのプロ化に関する議論が分かれている一方でウルグアイは数年前からすでにプロ化されており、エスタディオ・センテナリオで約4万人の観衆の前での試合だったが3-2で勝利した。この勝利にウルグアイのメディアはGKのフェルナンジーニョとFWのラジスラウの活躍を称賛した。また、遠征から帰国した後にジャルバスはフラメンゴに正式に加入することになり、その後はフラメンゴでクラブ史上6番目に多い得点（380試合に出場して153ゴール）を挙げて、「黒い矢（Flecha Negra）」の異名とともにクラブを象徴する選手の1人になった。
ラ・プラタ遠征から1ヶ月後の5月中旬、パジーリャ会長の努力によってフラメンゴはアマチュア組織であるメトロポリタン・アスレチック・スポーツ協会（Amea）からの脱退と、直後に新設されたカリオカ・フットボール・リーグ（LCF）に加盟し、これによりフラメンゴは正式にプロクラブになった。プロ化されてからも1935年にはアルツール・フリーデンライヒ、翌年にラジスラウ・ダ・ギアの弟のドミンゴス・ダ・ギアや「黒いダイヤモンド（Diamante Negro）」と呼ばれたレオニダス・ダ・シルバといったアフリカ系の選手を引き続き迎え入れ、アフリカ系ブラジル人のサッカーの門を閉ざすことはなかった。

### 2度の州リーグ3連覇と国際大会優勝

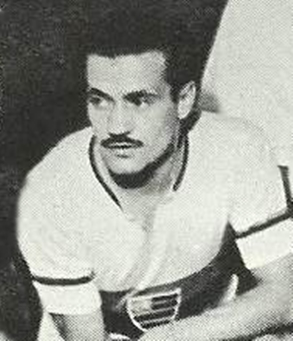
1944年に撮影されたシルヴィオ・ピリーロ（1916-1991年）

1942年から1944年までの3年間、フラメンゴの州リーグで3連覇を果たした。ピッチ上ではフラメンゴ史上最高の選手の一人ジジーニョを筆頭にドミンゴス・ダ・ギア、ジェイム・デ・アルメイダ、シルヴィオ・ピリーロ、ヴェヴェといったスター選手がいた。アルゼンチン人右ウインガーのアグスティン・ヴァリドはCRヴァスコ・ダ・ガマ戦との決勝戦の41分、2万人のファンが見守る中でヘディングで優勝を決めるゴールを決め、フラメンゴは3年間で44勝、188ゴール、わずか6敗、チームは1試合平均3ゴールという驚異的な数字を記録し、46ゴールを記録したピリーロは得点王に輝いた。
2度目の3連覇は1953年から1955年にかけて達成され、この3連覇にはパラグアイの血を持つ者らが深く関わった。パラグアイのシンフォリアーノ・ガルシアがゴールマウスを守り、同じくパラグアイの攻撃的MFドゥイリオ・ベニテスをボカ・ジュニアーズから当時としては大金の現金50万ペソで引き抜いた。ベニテスは1951年のアルゼンチンリーグで得点王（22試合出場12ゴール）に輝き、同年11月15日にエスタジオ・ド・マラカナンで開催されたフラメンゴの創立記念を祝うフラメンゴ対ボカ・ジュニアーズの親善試合（2-2）に出場して1ゴールを挙げていた。彼はフラメンゴを去るまでに114試合に出場し76ゴールを挙げ、出場すればピッチ内で違いを創り出せる選手である一方、常に怪我に悩まされた。けれども、フラメンゴには同時期にジーダがおり、現役時代にはパラグアイ代表としてもプレーし、1953年の南米選手権でパラグアイを優勝に導いたマヌエル・フレイタス・ソリッチがフラメンゴの監督に就いたこともあって、2度目の3連覇達成という偉業を成し遂げた。
1959年にはペルーでコパ・リベルタドーレスの前身大会ともされる南米の6つのチームが競い合ったグラン・セリエ・スダメリカーナ・インター・クラブス（Gran Serie Suramericana Inter Clubs）で優勝を果たし、その2年後には8チームで構成されたトルネオ・オクトゴナル・デ・ベラーノ（Torneio Octogonal de Verão）にも参加した。チームには優雅なプレースタイルと細い声を持っていたため「ヴァイオリン」の愛称で親しまれたカルリーニョス、正確無比なパスを出すことから「黄金の左足」と呼ばれたジェルソンなど若い選手も台頭していた。
しかし、この大会は前途多難だった。大会に参加するチームの半分がブラジルのクラブであるにもかかわらずアルゼンチンとウルグアイのクラブはブラジルでの試合を拒否したため開催地が変更になるも、ブエノスアイレスでの試合は大雨による冠水や停電で延期になり、選手の負傷も相次いだ。リーグ形式で行われたこの大会では、残り2試合の状態で首位にボカ、2位にセロ、3位にフラメンゴが位置しており3チームによる優勝争いが繰り広げられた。残り2試合をボカはホームのラ・ボンボネーラでコリンチャンスとサンパウロを迎え、フラメンゴはアウェイのモンテビデオでナシオナルとセロに挑んだ。フラメンゴがモンテビデオに到着すると、ブエノスアイレスの時と同様に豪雨に見舞われて試合は予定から2日後に延期された。そしてフラメンゴ対ナシオナル戦のキックオフの前、順位表に変化があった。すでに予定通り開催されていたボカとコリンチャンスの試合をコリンチャンスが制し、セロとヴァスコの試合はセロが勝利したことで、セロが単独首位に立っていた。優勝の可能性を残すには勝利が必須の状況でフラメンゴはナシオナルに1-0で勝利したものの、この試合ではジーダが不可解な判定で退場処分となり、フラメンゴはセロとの大事な最終節で背番号10番を欠くことになった。最終節、エスタディオ・センテナリオでの逆転優勝を狙うフラメンゴと前年のウルグアイリーグで2位となったセロとの試合には43,000人以上の観客が集まった。前半2分にジェルソンのフリーキックで先制点を挙げたフラメンゴはリードを保ったままハーフタイムに突入した。しかし、ハーフタイム中にサンパウロがボカに5-1で大勝を収めたと速報がスタジアムにアナウンスされると状況は一変した。ボカが破れたことでセロは引き分け以上の結果で優勝が決まるためウルグアイのチームへの声援はより一層大きくなった。そしてフラメンゴにとって不利な判定が相次ぎ、フラメンゴの選手らはピッチ内での接触プレーを極力避けるように努めた。さらに奇妙なことに、セロは前半終了時に1人退場者を出していたにもかかわらず試合終了まで11人でプレーしていた。そして後半40分にフラメンゴがゴールネットを揺らすも、直前にGKへのファールがあったとして認められなかった。それでもフラメンゴの選手たちは必死に走り続け、カウンターからジェルソンが2点目を決めた。フラメンゴの2点目が認められた瞬間、観客はフィールドにボトルを投げ込み、一部はピッチに侵入してゴールネットを引き剥がすなどして試合は5分間中断した。当時としては珍しく試合を48分まで延長したが、フラメンゴの勝利は揺るぎないものだった。試合後、ウルグアイの有権者はロッカールームに駆け込み、出場停止処分を受けていたジーダが途中から出場していたと主張したが、審判団と大会運営者はこの主張を退け、フラメンゴの優勝が確定した。
大会の総括として、O Globo紙は次のように評した。
実際、オクトゴナルにおいてフラメンゴがタイトル争いに加わるとは予想されていなかったが、彼らは大会開幕直後にもパウリスタの2クラブに勝利していた。予想は完全に外れ、結果は予想外のものとなった。それはボカの明確な敗北とフラメンゴの確かな勝利だ。

### 黄金期

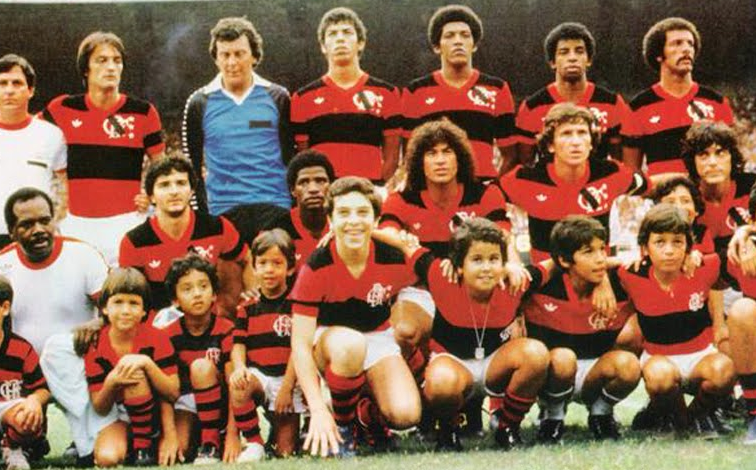
1981年のフラメンゴの集合写真

フラメンゴが3度目の3連覇を達成した時期（1978年-1979年）から数年間はクラブ史上最も成功を収めた時期でもあった。
1978年、ライバルのヴァスコとの試合で「闘志の神（Deus da Raça）」の異名を持つディフェンダーのアントニオ・ロンディネッリがジーコのコーナーキックを強力なヘディングで決め、フラメンゴはライバルの2連覇を阻止しつつ州タイトルを手にした。翌年の州選手権は通常の大会に加え、特別大会として同じ年に2度開催されたが王者はフラメンゴの1チームだけだった。特別大会ではフラメンゴが無敗で優勝しジーコが得点王になった。通常大会は3ステージ制で行われ、すべてのステージを制しての3連覇に加え、再びジーコが得点王としての栄冠を手にした。キャプテンのジーコに率いられた1980年頃のフラメンゴはアディーリオ、ロンディネッリ、チッタの世代が活躍し、州リーグ、全国リーグ、コパ・リベルタドーレス、そして世界一の称号など可能な限りのすべてのタイトルを獲得。特に1981年11月から約1ヶ月間のうちにフラメンゴは3つのタイトル獲得と悲劇を経験した。
１つ目のタイトル獲得となる1981年のコパ・リベルタドーレス決勝は大荒れの試合だったが、それでもジーコのプレーは際立っていた。この試合は中立地で行われたプレーオフで、マラカナンでのフラメンゴの勝利（2-1）とサンティアゴのエスタディオ・ナシオナル・デ・チリでのCDコブレロアの勝利（1-0）の末に開催された。コブレロアはアウェーゴールの規定により、延長戦終了時点で引き分けでも優勝できるというわずかな有利さを持っていた。前半にアディーリオがペナルティエリア手前でボールを奪うと、アンドラーデを経由し、背番号10のジーコが2人の相手選手に囲まれながらターンして強烈なシュートを放って先制点を挙げた。しかし、この先制点をきっかけに試合は荒れた。アンドラーデへのファールに対するレッドカードでコブレロアは数的不利になるも、アディーリオは膝に蹴りを受け、ジーコは背中を叩かれ、我慢の限界を迎えたアンドラーデは激しいタックルで報復し自身初のレッドカードを受けて退場した。その後ジーコがフリーキックを決めて2-0でフラメンゴが勝利するも、試合が終わった時にはレッドカード5枚（フラメンゴ2枚、コブレロア3枚）に加えて警察が出動するほどの荒れた試合だった。
11月27日、アルゼンチンW杯でブラジル代表を3位、1980年にはフラメンゴを全国リーグ優勝に導いた監督のクラウディオ・コウチーニョが突然この世を去った。彼は休暇中に「カガラス諸島（イパネマの沖合にある島々）で魚を捕ってすぐ戻るよ」と言い残して出発したが、二度と戻ることはなかった。ダイビングが趣味だった彼はグルーパーを捕ろうとして空気を失い溺れて亡くなった。救助隊が発見した時、彼は海底で銛を手にしたままだった。チーム全員がその悲しみに沈んだが、カリオカ選手権のタイトルを賭けた決勝戦最初の試合が2日後に迫っていた。そしてチームは14日以内で2つ目のタイトルとなる勝利をコウチーニョに捧げたが、彼の喪に服す時間も2つ目のタイトル獲得の余韻に浸る間も無くチームはアメリカ経由で日本に向かった。

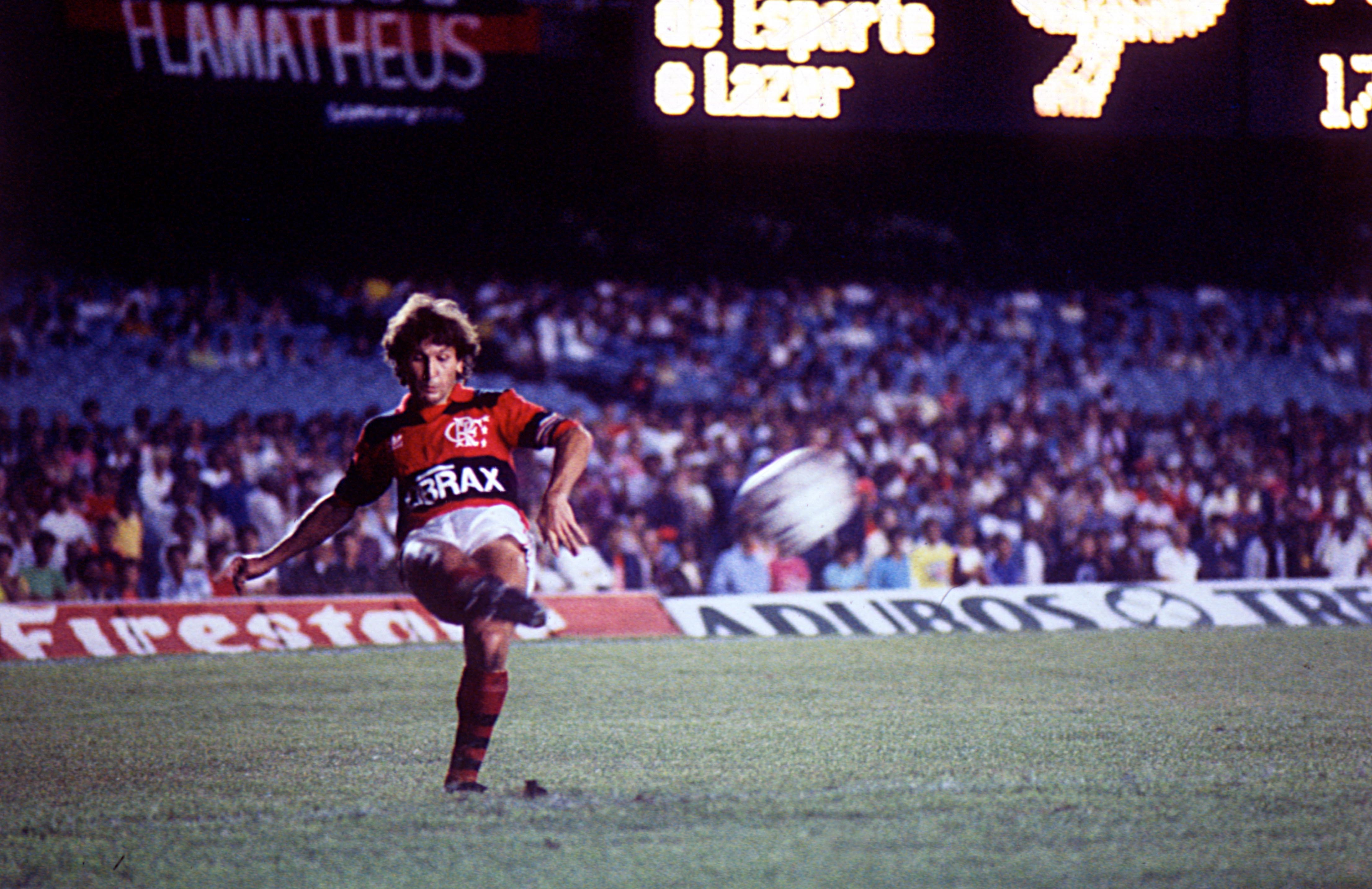
ジーコはフラメンゴで数多くの記録を打ち立てた

12月13日、世界一のクラブを決めるトヨタカップが国立霞ヶ丘競技場陸上競技場で開催された。コウチーニョにはアシスタントのJairo Santosがおり、彼は試合のビデオ映像こそ入手できなかったものの、代わりに新聞や雑誌を使ってヨーロッパ中のクラブの戦術や選手の特徴など詳細なレポートをまとめていた。コウチーニョはチームを去る時にその資料の全てを1981年初めにフラメンゴの監督に就任していたパウロ・セーザル・カルペジアーニに渡しており、そこには対戦相手のリヴァプールのスカッドや戦術も含まれていた。彼のデータを基にジーコは決定的なパスを繰り出し、ストライカーのヌーネス（2ゴール）と婚約したばかりのアディーリオがゴールを決め、全て前半で決着した。フラメンゴはリヴァプールを3-0で破り世界一のクラブの称号を手に入れた。
どれだけ時間が経っても、あの12月はまだ終わっていないと今でも確信しています。—ジーコ
1990年、フラメンゴはコパ・ド・ブラジル2回目の開催で初優勝を果たした。準々決勝でバイーアを破り、準決勝でナウチコを下した後、ジャイール・ペレイラ監督率いるチームは決勝でゴイアスと対戦した。第1戦はミナスジェライス州ジュイス・デ・フォーラで行われ1-0で勝利。この結果、フラメンゴはゴイアニアでの試合を引き分け以上で終えると優勝が決まる状況になった。そして、ゴイアニアのエスタディオ・セラ・ドウラーダで45,000人以上の観客を前にフラメンゴは0-0で試合を終えて無敗（6勝4分）で優勝を果たした。センターフォワードのガウショはチーム最多の5ゴールを挙げ、このタイトルはイタリアのペスカーラから復帰したジュニオールにとってフラメンゴでの2度目の在籍期間での最初のタイトルであり、彼が「神聖なユニフォーム」と表現するフラメンゴのユニフォームを着た姿を息子に見せたいという願いを叶えたものでもあった。

### ISL破産による巨額の負債
1999年末、およそ10ヶ月の交渉の末にフラメンゴは当時世界最大のスポーツマーケティング企業ISLと15年間のパートナーシップ契約を結んだ。これによりフラメンゴは1億5千万レアル（当時のレートで約8,000万ドル）を得て、会見でISLの代表は「今後短期間のうちにフラメンゴはサッカーとビジネスの両方でブラジルの頂点に立ち、世界で最も成功した10のクラブのリストに載るだろう。」と述べた。パートナーシップを締結後、クラブはデヤン・ペトコヴィッチを皮切りにエジウソンやデニウソン、アレックス、カルロス・ガマーラなど次々と迎え入れて1999年から2001年にかけて州リーグで3連覇を成し遂げた。特に、2001年の決勝では後半43分にペトコヴィッチが完璧なフリーキックを決めてタイトルをもたらした。だが、その光明はすぐに途絶えた。チームは州リーグ以外では期待されていたような結果を出せなかった上に、以前からクラブへの支払いが遅れていたISLはスイスで破産を宣告され、2001年4月（締結からわずか15ヶ月）にISLとのパートナーシップは強制的に終了した。移籍金や給与など総額1億レアル以上の負債が残り、ブラジルのクラブで最も多くの負債を負うことになったフラメンゴはチーム作りに苦戦し、その後の数年間はカンピオナート・ブラジレイロ・セリエB降格寸前のところまで成績低迷を続けた。2002年7月9日にフラメンゴのエドムンド・サントス・シウバ会長は不正経営の疑いでクラブ史上初となる弾劾で会長の座を降りたが、その後は2013年に回復の兆しを見せるまで10年以上も財政的苦境に曝された。
2006年にはコパ・ド・ブラジル決勝で初めて同じ州の2クラブが対戦した。フラメンゴは準々決勝でアトレチコ-MGを、準決勝でイパチンガを下して決勝に進出し、一方ヴァスコはもう一つの地元ライバルであるフルミネンセを破って決勝に進んだ。こうしてリオデジャネイロ全体が2試合に亘ってタイトルを決めるダービーマッチに注目した。第1戦の2-0の快勝でフラメンゴは優勝に大きく近づき、第2戦ではマラカナン・スタジアムのスタンドがフラメンゴのサポーターで埋め尽くされ、ライバル相手に1-0の勝利とタイトル獲得を祝った。

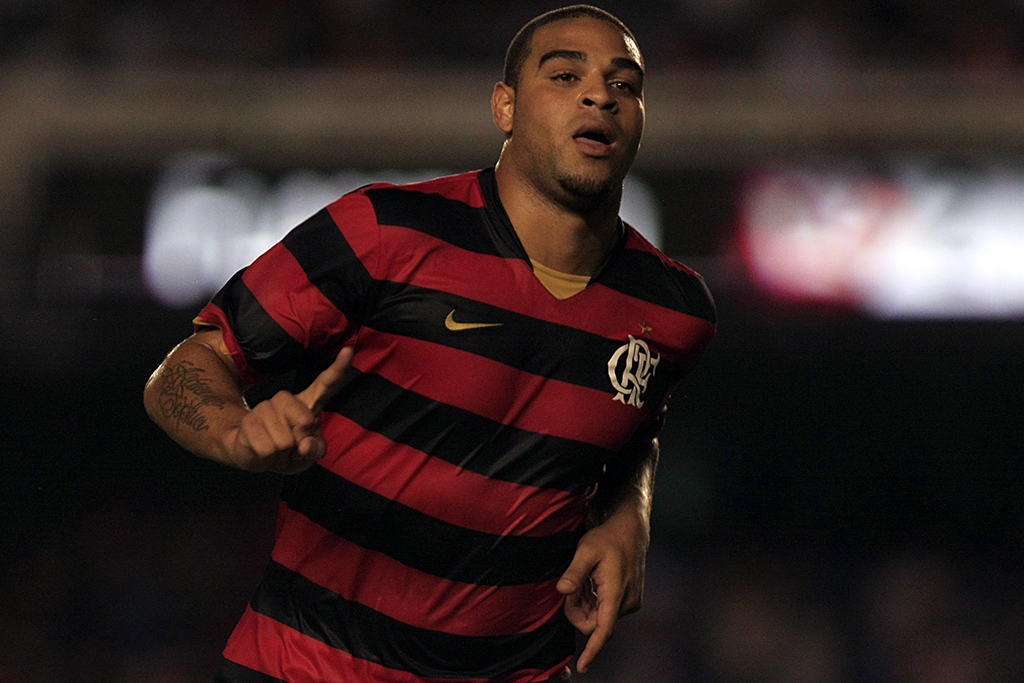
アドリアーノは短い在籍期間でサポーターに確かな印象を与えた

2009年、2001年の州リーグで優勝を決定づけるゴールを生んだペトコヴィッチが再加入し、「皇帝」の愛称で知られるアドリアーノも加入した。2009年シーズンのセリエAは最終節の試合前の時点でフラメンゴも含めて4クラブにタイトル獲得の可能性があったが、フラメンゴは最終節のグレミオ戦を2-1で制して17年ぶりの全国リーグ優勝を果たし、アドリアーノもジエゴ・タルデッリと並んで得点王（19ゴール）に輝いた。

### 初の女性会長の誕生とスーパースター獲得による再起計画
2010年、1988年ソウルオリンピックの競泳競技で出場経験もある元競泳選手のパトリシア・アモリムがクラブ会長に選出され、クラブの歴史で初めて女性の会長が誕生した。

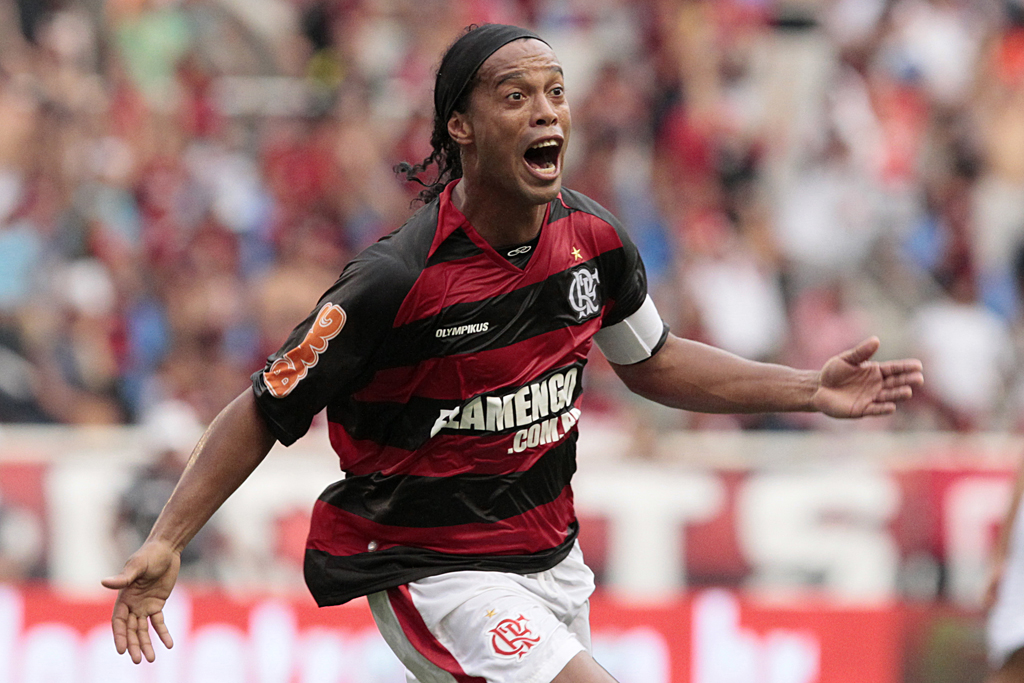
ロナウジーニョは2011年の大型補強の一人だった

2011年1月、クラブは新たな象徴としてACミランからロナウジーニョを獲得した。この一大プロジェクトの費用の75%はブラジル最大のスポーツマーケティング会社であるTraffic社が負担し、スーパースターの加入でクラブ会員数は約20万人増、ユニフォームのメインスポンサー料は2,000万レアルから約3,500万レアルに増額、新たに3,4件の広告契約を結ぶことで年間2,000万レアルの収益を目指した。Trafficはロナウジーニョの給与の大半（毎月約75万レアル）を負担する代わりにユニフォームのスポンサーを独占的に管理する権利を有し、その仲介手数料を受け取ることになっていた。しかし、フラメンゴがTrafficとの契約を正式に締結する前にロナウドによって設立されたスポーツマーケティング会社「9ine」と契約し、Trafficとの契約締結後に9ine経由でP&Gの広告をユニフォームに掲載したことがきっかけで双方は争い、ロナウジーニョへの給与支払いも8月から滞った挙句、最後は未払いのままTrafficはプロジェクトから撤退した。そして、フラメンゴはカンピオナート・カリオカでは無敗優勝を果たしたが、これがこの年に獲得した唯一のタイトルだった。
2012年、フラメンゴは2010年に印象的な活躍をしたヴァグネル・ラブの復帰にクラブの再起を賭けた。しかし、高額な年俸であるが故に未払いが続いていたアレックス・シウバやチアゴ・ネーヴィスなどの主力選手がクラブとの契約を解除し、2011年シーズンのフラメンゴのトップスコアラーで21ゴールを記録したデイヴィッド・ジ・ソウザは19か月分の給与未払い（合計646万レアル）を理由にクラブを提訴。さらに、監督のヴァンデルレイ・ルシェンブルゴとロナウジーニョは合宿中に対立を起こし、監督解任を余儀なくされ、コパ・リベルタドーレス2012でもパラグアイのオリンピアに3-3で引き分け、エクアドルのエメレクに2-3の逆転負けを喫してグループステージで敗退するなどピッチ内外で逆境は続いた。そして、クラブはクレベルソンをはじめとする複数の選手を放出する一方で、サントスで控えだったイブソンを月給約30万レアルと大きな期待を込めて獲得し、2009年のタイトル獲得において重要な選手の一人だったアドリアーノも復帰させた。しかし、イブソンは期待に応えることができず、高額な給与がクラブにとって大きな負担となり1年で契約を解除し、アドリアーノに至っては試合に出場することなく3ヶ月でクラブを去った。最終的にロナウジーニョも法廷でフラメンゴに未払いの給与を含む4,000万レアルを請求する形で別れを告げ、クラブはこの年に6,000万レアル以上の赤字を計上した。

### 財政改善に向けての歩み出し
フラメンゴがコパ・ド・ブラジルで3度目の優勝を果たした2013年はサポーターとマラカナン・スタジアムの再会の年であり、財政改善に向けた大きな転換点となった年でもあった。2014 FIFAワールドカップの準備のため数年間閉鎖されていたスタジアムが再びオープンし、その新たな歴史の幕開けでフラメンゴは最初のコパ・ド・ブラジルでチャンピオンとなった。2013年シーズンのセリエAでは降格一歩手前の16位と不甲斐ない結果だったが、この大会ではフラメンゴのサポーターの熱烈な応援が際立った。ラウンド16以降ピッチとスタンドが一体となり、フラメンゴはブラジレイロ・セリエAで優勝したクルゼイロを含む強豪相手に勝利を収め、決勝戦ではアトレチコ-PRと対戦した。第1戦はクリチバで行われ、マルセロ・シリーノに先制点を許すも、その後同点に追いついて1-1の同点で終えた。そして、決戦となる第2戦では試合終盤まで得点は動かなかったが、88分にエリアス、後半アディショナルタイム5分にエルナーネがゴールを決めて2-0の勝利で試合を終えた。優勝を確定させるゴールを決めたエルナーネは、この大会全体で8得点を記録して得点王に輝いた。

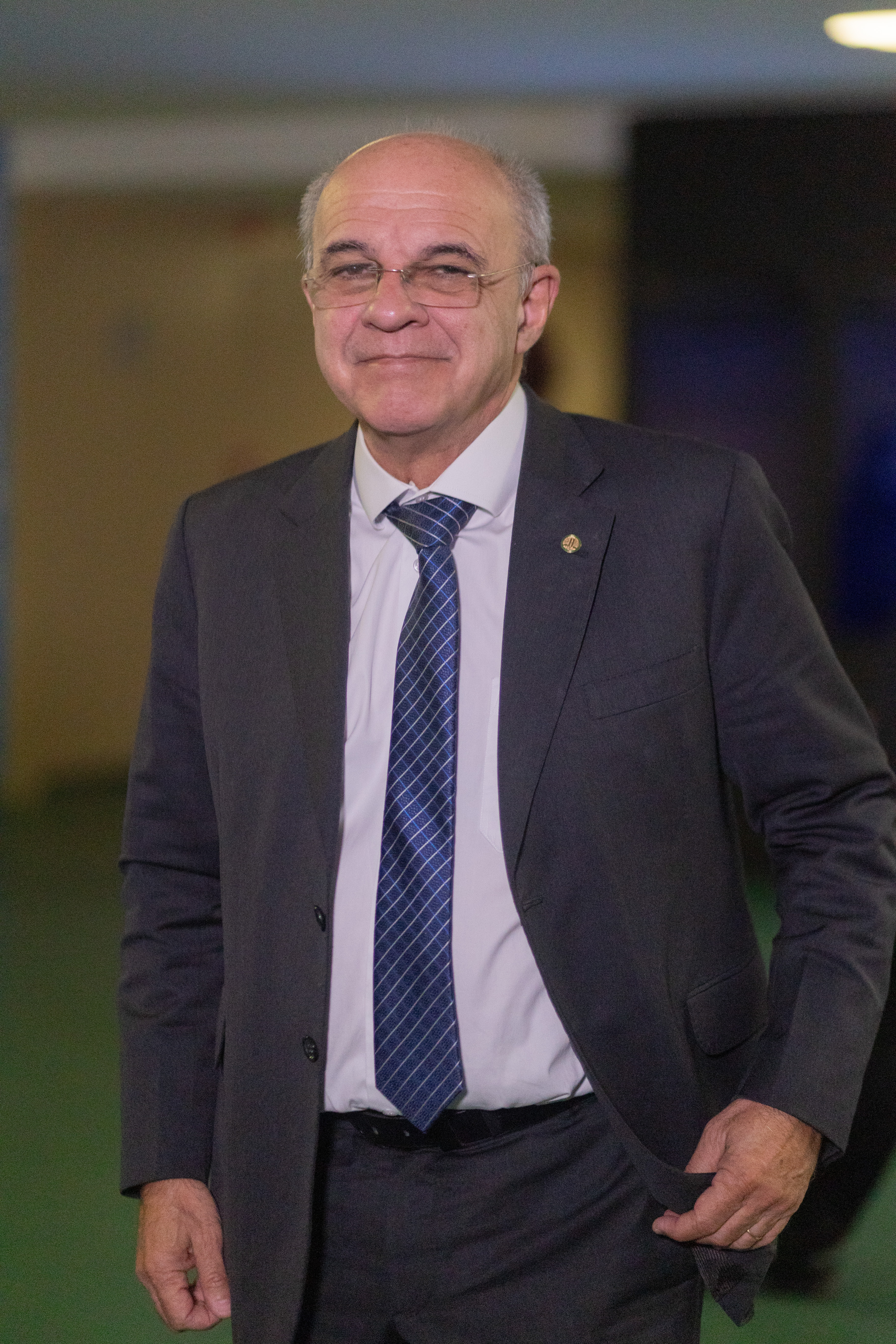
2024年8月に撮影されたエドゥアルド・バンディエラ・デ・メロ氏

財政面では、前年の会長選でエドゥアルド・バンディエラ・デ・メロが選ばれ正式に就任。3ヶ月かけてクラブの財務状況を独立した監査法人に再調査させた。すると、前経営陣が見積もっていた額よりも300%も多い7億5,070万レアルもの負債があることが発覚。債務の半分近く（3億9,400万レアル）は税金の未払いであり、そのうちの8,670万レアルはパトリシア・アモリムが会長であった2010年から2012年までに発生したものであった。新経営陣は財務改善（2013-2015）、投資再開（2015-2018）、好循環サイクル（2018-2020）の3段階の計画を発表し、サポーターに協力を強く呼びかけた。
私たちがフラメンゴのために無償でここに集まって働いているのは、利他的な愛によるものです。でもただ愛が大きいだけでは意味がありません。最善でなければなりません。私たちは言動を一致させる必要があります。この状況を抜け出すにはサポーターも（見ているだけの）観客席にいるのではなく（我々と一緒に）フィールドに立つ必要があります。もちろん文句を言う権利もあります。私たちがどれほど内部で不満を言い合っているか、皆さんは想像もつかないでしょう。ただ、違いは行動する人がいるという点です。

私がナシオン（フラメンゴのサポーター）に訴えたいのはこうです：泣いているだけで終わるのか？それとも行動を起こすのか？私たちは行動しています。それこそがフラメンゴのフットボールの論理を変えるのです。お金はサポーターから来る。これはとてもシンプルな原則です。

マーケティングを通じて大物選手を獲得する？この状況で契約可能なブラジル人でフラメンゴのマーケティングプロジェクトに合致するような大物選手がいますか？私は1人しか思い浮かびません。多くの人がカカの名前を挙げますが、彼はブラジルに戻るつもりはありません。彼の第一希望はヨーロッパ、第二希望はアメリカです。夢を見るのは自由だと思います。でも、もしそれを望むなら、まずはクラブの会員になってください。叫ぶこと、罵ること、泣くこと、それらは問題を解決しません。フラメンゴの問題をたった10人や12人の経営者だけで解決できると思わないでください。—Bapこと、Luiz Eduardo Baptista 
2014年、前年はリーグ戦こそ悲惨な結果に終わったがコパ・ド・ブラジルで優勝していたためコパ・リベルタドーレス2014の出場権を獲得していた。グループステージでボリバル、クラブ・レオン、エメレクと同じ組になり、フラメンゴは最終節にホームのマラカナン・スタジアムでメキシコの獅子に勝利すればグループステージ突破の状況だった。前年途中から指揮し、かろうじてセリエA残留の使命を果たしたジェイム・デ・アルメイダ率いるチームは約6万人のフラメンゴサポーターの声援を受けて試合に挑んだが、守備陣はプレーに精彩を欠いて2-3で敗戦しグループステージ敗退。試合終了のホイッスルが吹かれるとサポーターたちは怒りの声を上げ、「time sem vergonha!（恥知らずなチームだ！）」と叫びながらスタジアムを後にした。そして、監督はネイ・フランコに引き継がれるも2014 FIFAワールドカップのために一時中断される全国リーグ最後の試合で、フラメンゴはクルゼイロに0-3の完敗を喫し、20チーム中19位に沈んだ。フランコはわずか7試合の指揮で解任され、7月下旬にルシェンブルゴが3回目となるフラメンゴの監督に復帰（＝4回目の監督就任）した。ルシェンブルゴは監督に就くと調子を落としていたGKフェリペからそれまで長年控えだったパウロ・ヴィクトルにゴールマウスを託す決断をし、4試合で降格圏を脱出して最終的に10位で終えた。ルシェンブルゴ監督率いるチームはコパ・リベルタドーレス2015の出場権は得られなかったものの、就任当初に目標としていたセリエA残留を果たした。一方、2014年時点での負債総額はまだ7億レアルほど残っていたが、選手の売却益が2,000万レアルに満たなかったのに対してテレビ放映権による収入は収益全体の33%に相当する1億1,500万レアルに上り、全体でおよそ6,400万レアルの黒字化に成功した。2015年は無冠に終わったが、この年にブラジル海軍とパートナーシップを結んで女子チームを再創設。翌年はセリエAで3位になるまで復調してさらに2017年シーズン開幕直後に開催されたカンピオナート・カリオカでも無敗優勝する最高のスタートを切った。
けれども、リベルタドーレスではグループステージ最終節でアルゼンチンのサン・ロレンソに1-2で惜敗し、他会場のカトリカとアトレチコ-PRの試合で後者が3-2の勝利を収めたためフラメンゴは勝ち点1差で3位になってグループステージ敗退。コパ・スダメリカーナへと回った。夏にはブラジル代表のエヴェルトン・リベイロ、PKストッパーとして定評のあるGKジエゴ・アウヴェスらを獲得したが、ブラジル杯では決勝でクルゼイロにPK戦で敗れて準優勝、スダメリカーナでもインデペンディエンテに2戦合計2-3で敗れて準優勝に終わり、いずれもタイトル獲得には届かなかった。
2017年5月には当時16歳だったヴィニシウス・ジュニオールがフラメンゴ史上最高額となる合計4,500万€（推定）でスペインのレアル・マドリードに移籍することに合意 。分析によるとブラジルの主要クラブの純負債合計額は2016年に減少した後、2017年に再び増加して69億レアルに達していた一方、フラメンゴは逆の動きを見せ、記録的な1年となった2017年には純負債が23%減少し、4億3,500万レアルから3億3,400万レアルに削減された。
バンディエラは2期（2013年-2015年、2016年-2018年）に亘る会長期間中、経営難からサポーターに公然と金銭を求めたことやチームは度々タイトルを逃したことでサポーターから批判されることもあった。それでも前述の財政改善を成功させた経営手腕が高く評価され在任中に表彰やニューヨーク・タイムズにも取り上げられた。財政以外の面でも、ユース選手のトレーニング内容を改善、選手の怪我による欠場日数を減らす目的で医療部門に投資、クラブのトレーニング施設を近代化と修繕して南米最大規模にし、南米のクラブで初めてSAP社の「Sports One」を導入するなど多様な改革を実施して彼は任期を終えた。

### 創設以来最大の悲劇と2度目の黄金期

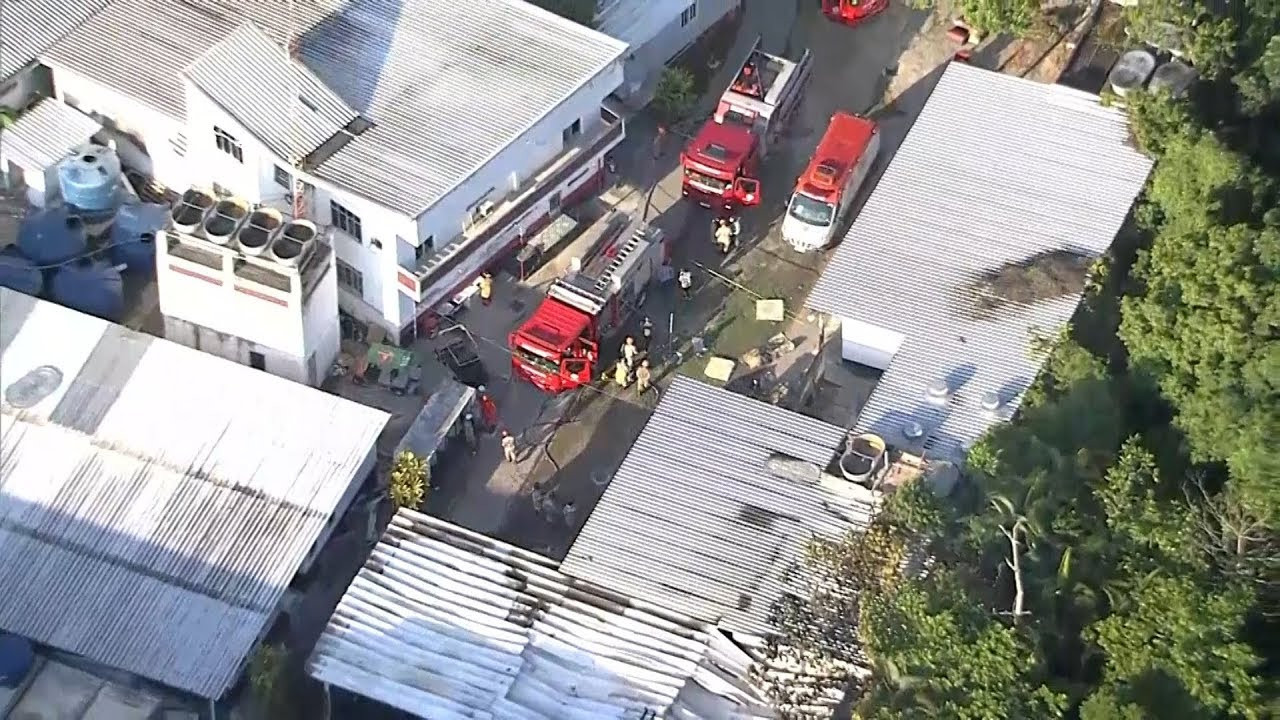
この火災で犠牲になった1人は翌日に誕生日を控えていた

2019年2月8日、トレーニングセンターであるニーニョ・ド・ウルブにあるユースチーム宿舎で火災が発生、施設内にいた14歳から16歳までの少年選手10人が死亡、3人が負傷しうち1人が重体となる被害が出た。フラメンゴのRodolfo Landim会長はこの火災を「（フラメンゴ創設）123年の経験の中で最大の悲劇」と表現した。火災は現地時間午前5時過ぎに発生し、約2時間後に鎮火された。出火原因はエアコンのショートによるものと報告され、コンテナを改装したこの宿舎は建設許可を得ておらず違法建築であったことが後に明らかになった。火災は摂氏600度にまで達し、宿舎はその構造が「高炉」として機能する鋼板で作られていた。また、フラメンゴはこの施設に関して複数回の罰金を科されており、2017年10月には一時閉鎖されていた経緯があった。6月、バンデイラ元会長を含む8名が過失致死で起訴されたが、リオデジャネイロ州の検察は証拠不十分としてさらなる調査を求め、その間にクラブは10遺族中9遺族と補償金の合意に達した。
競技面ではカビゴウ、ラフィーニャ、フィリペ・ルイスなどブラジル代表としてのプレー経験もある複数の選手を獲得し、ポルトガル人のジョルジェ・ジェズスを監督に据えた。ブラジレイロ・セリエAでは、参加チームが20チームになった2006年シーズン以降で最多勝ち点、最多得点を記録して優勝。さらに、コパ・リベルタドーレスでも決勝でCAリーベル・プレートを2-1で破って優勝した。国内リーグとリベルタ杯の同時制覇は1963年にペレ率いるサントスが成し遂げて以来となる56年ぶりの快挙であり、州リーグも含めて3冠を達成した。リベルタ杯優勝から一夜明けての凱旋パレードでは予想以上のサポーターが集まったため予定されていた2.5キロメートルのコースを3時間かけて半分も進めず、やむなく中断となるほどの熱気に包まれた。

コパ・リベルタドーレス2019決勝のスターティングメンバー

FIFAクラブワールドカップ2019決勝のスターティングメンバー

リベルタドーレスを優勝したことで出場権を得たFIFAクラブワールドカップ2019では、準決勝でアジア王者のアル・ヒラルに3-1の逆転で勝利。決勝ではヨーロッパ王者のリヴァプールと第2回トヨタカップ以来となる38年ぶりに対戦し、リヴァプールがアンカーのファビーニョ、左MFのジョルジニオ・ワイナルドゥム、CBのジョエル・マティプらレギュラー3人を怪我で欠いたのに対して、フラメンゴはコパ・リベルタドーレス決勝と同じスターティングメンバーで挑んだ。しかし、リヴァプールによるフラメンゴの倍以上の数のロングボールに苦戦して延長戦の末に0-1で敗れ、2度目の世界チャンピオンには届かなかった。
また、2019年の収益は9億5,000万レアル（1億4,000万ユーロ）に達し、2013年から2019年までの総営業収益の年間平均成長率は約23%とクラブの不健全な財政は過去のものとなった。

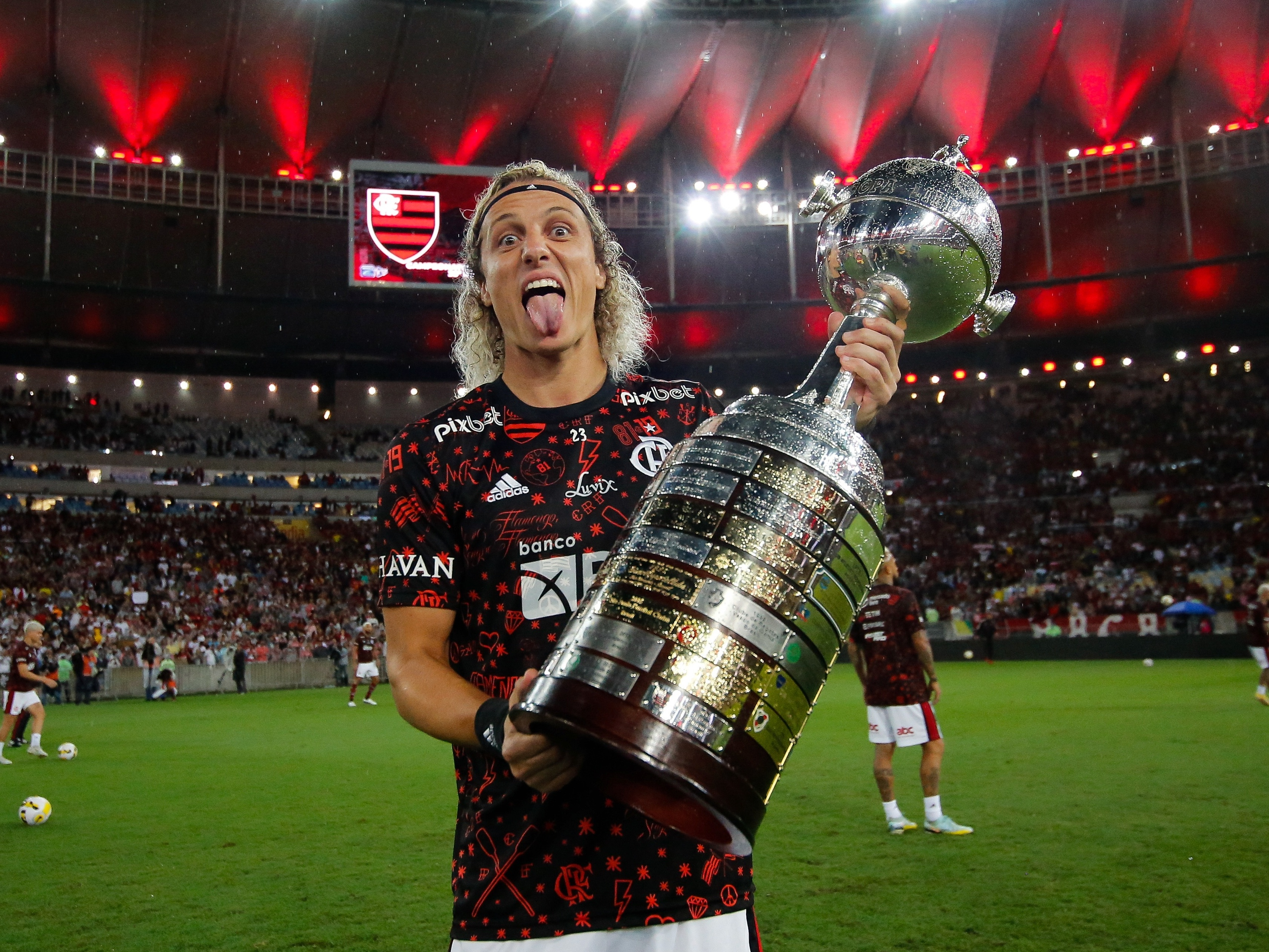
リベルタ杯優勝トロフィーを掲げるダヴィド・ルイス（2022年）

2022年、フラメンゴはコリンチャンスを破ってコパ・ド・ブラジル4度目の優勝を果たした。第1戦はサンパウロで行われスコアレスドロー。第2戦はマラカナン・スタジアムで1-1の引き分けに終わり、PK戦でフラメンゴが6-5で勝利した。コパ・リベルタドーレス2022ではグループステージを5勝1分の無敗で突破。決勝トーナメントでもデポルテス・トリマ（2戦合計8-1）、コリンチャンス（2戦合計3-0）、CAベレス・サルスフィエルド（2戦合計6-1）相手に次々と勝利を収めた。決勝では同じブラジルのアトレチコ-PRと対戦。カビゴウの得点によって1-0で競り勝ち、グループステージから決勝戦まで無敗で4年ぶり3度目の南米王者に輝いた。
2023年からはブラジル代表を率いた経験もあるチッチが監督に就任。チッチ就任1年目は無冠に終わったものの、クラブの決算報告書の数字は好調で前年から約2億レアルも上回ってブラジルサッカー史上最高益となる13億7千万レアルの収益を獲得した。無冠のため獲得賞金額は前年から約1億レアル減少したものの、FIFAクラブワールドカップ2022出場やコパ・ド・ブラジル決勝進出によって試合関連の収益（チケット販売とファンクラブ会員）は増加し、2018年の倍以上となる2億6千万レアルに達した。クラブの商業収益（マーケティング、スポンサー収益、ライセンス料など）は過去5年で2倍となる3億2.3千万レアルを計上して、選手の売却収益でもクラブ記録を更新する総額3億300万レアルを達成した。
チッチ就任2年目の2024年には3シーズンぶりとなるカンピオナート・カリオカ優勝を果たした。けれども、彼のチームは過去10人の監督の中で最も1試合あたりの平均得点が低く（1試合あたり1.58得点）、さらに9月にコパ・リベルタドーレス2024でベスト8で敗退したことを受けてクラブ幹部は彼を解任。後任にはフラメンゴで引退し、引退後はユースチームを指揮していたフィリペ・ルイスが選ばれた。ルイスにはトップチームを率いた経験はなかったものの、チームを立て直してフラメンゴにとって5度目となるブラジル杯のタイトルを獲得。4試合の指揮であったがルイス自身も大会最優秀監督に輝き、ベストイレブンにはフラメンゴから7人も選ばれた。しかし、退団が噂されていたチームのエースFWガビゴウが優勝直後のインタビューで退団を明言。決勝第2戦ではフラメンゴサポーターから残留を望むチャントが送られていたが2024年末でチームを去ると告げた。
12月、フラメンゴの新たな会長にクラブの財務状況を改善させた経営陣の1人であるルイーズ・エドゥアルド・バプティスタ（通称: バップ）が選ばれた。

## タイトル

### 主要公式タイトル
| 国際タイトル                          | 国際タイトル | 国際タイトル |
| コンペティション                      | 優勝回数     | シーズン |
| ------------------------------------- | ------------ | --- |
| インターコンチネンタルカップ          | 1回          | 1981 |
| CONMEBOLリベルタドーレス              | 3回          | 1981, 2019, 2022 |
| コパ・メルコスール                    | 1回          | 1999 |
| コパ・オーロ                          | 1回          | 1996 |
| CONMEBOLレコパ                        | 1回          | 2020 |
| 国内タイトル                          |              | |
| 全国大会                              |              | |
| カンピオナート・ブラジレイロ・セリエA | 7回          | 1980, 1982, 1983, 1992, 2009, 2019 , 2020 |
| コパ・ド・ブラジル                    | 5回          | 1990, 2006, 2013, 2022, 2024 |
| スーペルコパ・ド・ブラジル            | 3回          | 2020, 2021, 2025 |
| コパ・ドス・カンピオンイス            | 1回          | 2001 |
| 州間大会                              |              | |
| トルネイオ・リオ＝サンパウロ          | 1回          | 1961 |
| 州内大会                              |              | |
| カンピオナート・カリオカ              | 39回         | 1914, 1915, 1920, 1921, 1925, 1927, 1939, 1942, 1943, 1944, 1953, 1954, 1955, 1963, 1965, 1972, 1974, 1978, 1979(特別), 1979, 1981, 1986, 1991, 1996, 1999, 2000, 2001, 2004, 2007, 2008, 2009, 2011, 2014, 2017, 2019 , 2020, 2021, 2024, 2025 |
| コパ・リオ                            | 1回          | 1991 |
| トルネイオ・イニシオ                  | 6回          | 1920, 1922, 1946, 1951, 1952, 1959 |
| トルネイオ・アルベルト                | 1回          | 1936 |
| トルネイオ・レランパゴ                | 1回          | 1943 |
| リオデジャネイロ内大会                |              | |
| カンピオナート・ド・カピタル          | 2回          | 1991, 1993 |
| トルネイオ・エクストラ                | 1回          | 1994 |

### その他タイトル
非公式、親善大会などを含むその他のタイトルは以下の通り。
- タッサ・グアナバラ : 24回

1970, 1972, 1973, 1978, 1979, 1980, 1981, 1982, 1984, 1988, 1989, 1995, 1996, 1999, 2001, 2004, 2007, 2008, 2011, 2018, 2020, 2021, 2024
- タッサ・リオ : 9回

1983, 1985, 1986, 1991, 1996, 2000, 2009, 2011, 2019
- コパ・ウニオン : 1987[注釈 31]
- コパ・ドス・カンペオンイス・ムンジアイス（ポルトガル語版） :1997
- リオ＝サンパウロ州間スーパー杯（ポルトガル語版） : 1955[注釈 33]
- タッサ・ブラマ・ドス・カンペオンイス（ポルトガル語版） : 1992
- トルネイオ・ド・ポヴ（ポルトガル語版） : 1972
- リマ国際トーナメント（ポルトガル語版） : 1952
- フアン・ドミンゴ・ペロン杯（ポルトガル語版） : 1953
- イスラエル国際トーナメント（ポルトガル語版） : 1958
- グラン・セリエ・スダメリカーナ・インター・クラブス（ポルトガル語版） : 1959
- トルネイオ・オクトゴナル・デ・ベラーノ（ポルトガル語版） : 1961
- チュニジア国際トーナメント（ポルトガル語版） : 1962
- オレンジトロフィー（英語版） : 1964 , 1986
- Torneio Quadrangular do Equador : 1966[注釈 34]
- コパ・モハメドV（ポルトガル語版） : 1968
- トロフェウ・シダーデ・デ・パルマ（ポルトガル語版） : 1978
- ラモン・デ・カランサ杯 : 1979, 1980
- トロフェウ・シウダッド・デ・サンタンデール（ポルトガル語版） : 1980
- コパ・プンタ・デル・エステ（ポルトガル語版） : 1981
- ナポリ国際トーナメント（ポルトガル語版） : 1981
- トルネイオ・エア・ガボン（ポルトガル語版） : 1987
- アンゴラ国際トーナメント（ポルトガル語版） : 1987
- キリンカップ : 1988
- トロフェオ・コロンビーノ : 1988
- コパ・ド・ポルト・デ・ハンブルゴ（ポルトガル語版） : 1989
- マールボロカップ（ポルトガル語版） : 1990
- タッサ・リベルタッジ（ポルトガル語版） : 1993
- See’94トーナメント（ポルトガル語版） : 1994
- フロリダカップ（英語版） : 2019
- リオデジャネイロ国際トーナメント（ポルトガル語版） : 1954, 1955, 1970, 1972
- Torneio Internacional do Morumbi : 1957
- トルネイオ・レオニーノ・カイアード・デ・フチボウ（ポルトガル語版） : 1975
- トルネイオ・トリアングラール・デ・クリチーバ（ポルトガル語版） : 1953
- トルネイオ・ジウベルト・アウヴェス（ポルトガル語版） : 1965
- トルネイオ・クアドラングラール・デ・ヴィトーリア（ポルトガル語版） : 1965
- トルネイオ・ダ・ウヴァ（ポルトガル語版） : 1975

• トルネイオ・エルモ・セレジョ
- Torneio Inauguração do Estádio José Fragelli em Cuiabá/MT : 1976
- トルネイオ・クアドラングラール・デ・ヴァルジーニャ（ポルトガル語版） : 1990
- Torneio Cidade de Brasília : 1997
- タッサ・マダム・ガビ・コエーリョ・ネット（ポルトガル語版） : 1916
- Troféu América Fabril : 1919, 1922

## 過去の成績
| シーズン | 全国リーグ   | 州リーグ | ブラジル杯 | 国際大会 | 国際大会       | その他                                           | その他  |
| -------- | ------------ | -------- | ---------- | -------- | -------------- | ------------------------------------------------ | ------- |
| 2001     | セリエA 24位 | 優勝     | ベスト8    | CM       | 準優勝         | コパ・ドス・カンピオンイス                       | 優勝    |
| 2002     | セリエA 18位 | ベスト8  | —          | CL       | GL敗退         | コパ・ドス・カンピオンイス                       | ベスト4 |
| 2003     | セリエA 8位  | ベスト4  | 準優勝     | CS       | プレーオフ敗退 | —                                                | —       |
| 2004     | セリエA 17位 | 優勝     | 準優勝     | CS       | プレーオフ敗退 | —                                                | —       |
| 2005     | セリエA 15位 | 8位      | ベスト16   | —        | —              | —                                                | —       |
| 2006     | セリエA 11位 | 11位     | 優勝       | —        | —              | —                                                | —       |
| 2007     | セリエA 3位  | 優勝     | —          | CL       | ベスト16       | —                                                | —       |
| 2008     | セリエA 5位  | 優勝     | —          | CL       | ベスト16       | —                                                | —       |
| 2009     | セリエA 優勝 | 優勝     | ベスト8    | CS       | プレーオフ敗退 | —                                                | —       |
| 2010     | セリエA 14位 | 準優勝   | —          | CL       | ベスト8        | —                                                | —       |
| 2011     | セリエA 4位  | 優勝     | ベスト8    | CS       | ベスト16       | —                                                | —       |
| 2012     | セリエA 11位 | 3位      | —          | CL       | GL敗退         | —                                                | —       |
| 2013     | セリエA 16位 | 3位      | 優勝       | —        | —              | —                                                | —       |
| 2014     | セリエA 10位 | 優勝     | ベスト4    | CL       | GL敗退         | —                                                | —       |
| 2015     | セリエA 12位 | ベスト4  | ベスト16   | —        | —              | —                                                | —       |
| 2016     | セリエA 3位  | ベスト4  | 2回戦敗退  | CS       | ベスト16       | プリメイラ・リーガ                               | ベスト4 |
| 2017     | セリエA 6位  | 優勝     | 準優勝     | CLCS     | GL敗退準優勝   | プリメイラ・リーガ                               | ベスト8 |
| 2018     | セリエA 2位  | ベスト4  | ベスト4    | CL       | ベスト16       | —                                                | —       |
| 2019     | セリエA 優勝 | 優勝     | ベスト8    | CLCWC    | 優勝準優勝     | フロリダカップ                                   | 優勝    |
| 2020     | セリエA 優勝 | 優勝     | ベスト8    | CL       | ベスト16       | スーペルコパ・ド・ブラジルレコパ・スダメリカーナ | 優勝    |
| 2021     | セリエA 2位  | 優勝     | ベスト4    | CL       | 準優勝         | スーペルコパ・ド・ブラジル                       | 優勝    |
| 2022     | セリエA 5位  | 準優勝   | 優勝       | CL       | 優勝           | スーペルコパ・ド・ブラジル                       | 準優勝  |
| 2023     | セリエA 4位  | 準優勝   | 準優勝     | CLCWC    | ベスト163位    | スーペルコパ・ド・ブラジルレコパ・スダメリカーナ | 準優勝  |
| 2024     | セリエA 3位  | 優勝     | 優勝       | CL       | ベスト8        | —                                                | —       |
| 2025     |              |          | 優勝       | CLCWC    |                | スーペルコパ・ド・ブラジル                       | 優勝    |

CMはコパ・メルコスール、CLはコパ・リベルタドーレス、CSはコパ・スダメリカーナ、CWCはFIFAクラブワールドカップを示す。

## 国外での成績
| シーズン | 大会                         | ラウンド         | 対戦相手                           | ホーム               | アウェー  | 合計              |  |
| -------- | ---------------------------- | ---------------- | ---------------------------------- | -------------------- | --------- | ----------------- |  |
| 1981     | リベルタドーレス             | グループステージ | アトレチコ・ミネイロ               | 2-2                  | 2-2       | 1位               |  |
| 1981     | リベルタドーレス             | グループステージ | セロ・ポルテーニョ                 | 5-2                  | 4-2       | 1位               |  |
| 1981     | リベルタドーレス             | グループステージ | オリンピア                         | 1-1                  | 0-0       | 1位               |  |
| 1981     | リベルタドーレス             | 準決勝           | デポルティーボ・カリ               | 3-0                  | 1-0       | 1位               |  |
| 1981     | リベルタドーレス             | 準決勝           | ホルヘ・ウィルステルマン           | 4-1                  | 2-1       | 1位               |  |
| 1981     | リベルタドーレス             | 決勝             | コブレロア                         | 2-1                  | 0-1       | 4-2               |  |
| 1981     | リベルタドーレス             | 決勝             | コブレロア                         | 2-0 (中立地での開催) |           | 4-2               |  |
| 1981     | インターコンチネンタルカップ | 決勝             | リヴァプール                       | 3-0                  | 3-0       | 3-0               |  |
| 1982     | リベルタドーレス             | 準決勝           | ペニャロール                       | 0-1                  | 0-1       | 2位               |  |
| 1982     | リベルタドーレス             | 準決勝           | リーベル・プレート                 | 3-0                  | 4-2       | 2位               |  |
| 1983     | リベルタドーレス             | グループステージ | グレミオ                           | 1-3                  | 1-1       | 2位               |  |
| 1983     | リベルタドーレス             | グループステージ | ブルーミング                       | 7-0                  | 0-0       | 2位               |  |
| 1983     | リベルタドーレス             | グループステージ | ボリバル                           | 5-2                  | 1-3       | 2位               |  |
| 1984     | リベルタドーレス             | グループステージ | サントス                           | 4-1                  | 0-5       | 1位               |  |
| 1984     | リベルタドーレス             | グループステージ | アメリカ・デ・カリ                 | 4-2                  | 1-1       | 1位               |  |
| 1984     | リベルタドーレス             | グループステージ | アトレティコ・ジュニオール         | 3-1                  | 2-1       | 1位               |  |
| 1984     | リベルタドーレス             | 準決勝           | グレミオ                           | 3-1                  | 1-5       | 2位               |  |
| 1984     | リベルタドーレス             | 準決勝           | ULAメリダ                          | 2-1                  | 3-0       | 2位               |  |
| 1984     | リベルタドーレス             | プレーオフ       | グレミオ                           | 0-0                  | 0-0       | 2位               |  |
| 1988     | スーペルコパ・スダメリカーナ | ラウンド16       | エストゥディアンテス               | 3-0                  | 1-1       | 4-1               |  |
| 1988     | スーペルコパ・スダメリカーナ | 準々決勝         | ナシオナル                         | 0-2                  | 0-3       | 0-5               |  |
| 1989     | スーペルコパ・スダメリカーナ | ラウンド16       | アルヘンティノス・ジュニアーズ     | 0-1                  | 1-2       | 1-3               |  |
| 1990     | スーペルコパ・スダメリカーナ | ラウンド16       | アルヘンティノス・ジュニアーズ     | 3-1                  | 1-3       | 4-4 (3-4 p)       |  |
| 1991     | リベルタドーレス             | グループステージ | コリンチャンス                     | 1-1                  | 2-0       | 1位               |  |
| 1991     | リベルタドーレス             | グループステージ | ベジャ・ビスタ                     | 1-1                  | 2-2       | 1位               |  |
| 1991     | リベルタドーレス             | グループステージ | ナシオナル                         | 4-0                  | 1-0       | 1位               |  |
| 1991     | リベルタドーレス             | ラウンド16       | ユニオン・アトレティコ・タチラ     | 5-0                  | 3-2       | 8-2               |  |
| 1991     | リベルタドーレス             | 準々決勝         | ボカ・ジュニアーズ                 | 2-1                  | 0-3       | 2-4               |  |
| 1991     | スーペルコパ・スダメリカーナ | ラウンド16       | エストゥディアンテス               | 1-1                  | 2-0       | 3-1               |  |
| 1991     | スーペルコパ・スダメリカーナ | 準々決勝         | リーベル・プレート                 | 2-1                  | 0-1       | 2-2 (3-4 p)       |  |
| 1992     | スーペルコパ・スダメリカーナ | ラウンド16       | グレミオ                           | 1-0                  | 1-1       | 2-1               |  |
| 1992     | スーペルコパ・スダメリカーナ | 準々決勝         | エストゥディアンテス               | 1-0                  | 1-1       | 2-1               |  |
| 1992     | スーペルコパ・スダメリカーナ | 準決勝           | ラシン・クラブ                     | 3-3                  | 0-1       | 3-4               |  |
| 1993     | リベルタドーレス             | グループステージ | インテルナシオナル                 | 3-1                  | 0-0       | 1位               |  |
| 1993     | リベルタドーレス             | グループステージ | アメリカ・デ・カリ                 | 1-3                  | 1-2       | 1位               |  |
| 1993     | リベルタドーレス             | グループステージ | アトレティコ・ナシオナル           | 3-0                  | 1-0       | 1位               |  |
| 1993     | リベルタドーレス             | ラウンド16       | ミネルヴェン                       | 5-0                  | 3-2       | 8-2               |  |
| 1993     | リベルタドーレス             | 準々決勝         | サンパウロ                         | 1-1                  | 0-2       | 1-3               |  |
| 1993     | スーペルコパ・スダメリカーナ | ラウンド16       | オリンピア                         | 3-1                  | 0-1       | 3-2               |  |
| 1993     | スーペルコパ・スダメリカーナ | 準々決勝         | リーベル・プレート                 | 1-0                  | 1-2       | 2-2 (6-5 p)       |  |
| 1993     | スーペルコパ・スダメリカーナ | 準決勝           | ナシオナル                         | 2-1                  | 3-0       | 5-1               |  |
| 1993     | スーペルコパ・スダメリカーナ | 決勝             | サンパウロ                         | 2-2                  | 2-2       | 4-4 (3-5 p)       |  |
| 1994     | スーペルコパ・スダメリカーナ | ラウンド16       | エストゥディアンテス               | 0-0                  | 0-2       | 0-2               |  |
| 1995     | スーペルコパ・スダメリカーナ | ラウンド16       | ベレス・サルスフィエルド           | 3-0                  | 3-2       | 6-2               |  |
| 1995     | スーペルコパ・スダメリカーナ | 準々決勝         | ナシオナル                         | 1-0                  | 1-0       | 2-0               |  |
| 1995     | スーペルコパ・スダメリカーナ | 準決勝           | クルゼイロ                         | 3-1                  | 1-0       | 4-1               |  |
| 1995     | スーペルコパ・スダメリカーナ | 決勝             | インデペンディエンテ               | 1-0                  | 0-2       | 1-2               |  |
| 1996     | コパ・オーロ                 | 準決勝           | ロサリオ・セントラル               | 2-1                  | 2-1       | 2-1               |  |
| 1996     | コパ・オーロ                 | 決勝             | サンパウロ                         | 3-1                  | 3-1       | 3-1               |  |
| 1996     | スーペルコパ・スダメリカーナ | ラウンド16       | インデペンディエンテ               | 1-0                  | 0-0       | 1-0               |  |
| 1996     | スーペルコパ・スダメリカーナ | 準決勝           | コロコロ                           | 1-1                  | 0-1       | 1-2               |  |
| 1997     | スーペルコパ・スダメリカーナ | グループステージ | サンパウロ                         | 3-0                  | 0-1       | 2位               |  |
| 1997     | スーペルコパ・スダメリカーナ | グループステージ | オリンピア                         | 3-3                  | 1-0       | 2位               |  |
| 1997     | スーペルコパ・スダメリカーナ | グループステージ | ベレス・サルスフィエルド           | 0-1                  | 3-0       | 2位               |  |
| 1998     | コパ・メルコスール           | グループステージ | セロ・ポルテーニョ                 | 2-0                  | 3-2       | 3位               |  |
| 1998     | コパ・メルコスール           | グループステージ | ベレス・サルスフィエルド           | 2-0                  | 0-1       | 3位               |  |
| 1998     | コパ・メルコスール           | グループステージ | ボカ・ジュニアーズ                 | 0-2                  | 0-3       | 3位               |  |
| 1999     | コパ・メルコスール           | グループステージ | オリンピア                         | 2-0                  | 1-3       | 1位               |  |
| 1999     | コパ・メルコスール           | グループステージ | コロコロ                           | 2-2                  | 0-4       | 1位               |  |
| 1999     | コパ・メルコスール           | グループステージ | ウニベルシダ・デ・チレ             | 7-0                  | 0-2       | 1位               |  |
| 1999     | コパ・メルコスール           | 準々決勝         | インデペンディエンテ               | 4-0                  | 0-1       | 4-1               |  |
| 1999     | コパ・メルコスール           | 準決勝           | ペニャロール                       | 3-0                  | 2-3       | 5-3               |  |
| 1999     | コパ・メルコスール           | 決勝             | パルメイラス                       | 4-3                  | 3-3       | 7-6               |  |
| 2000     | コパ・メルコスール           | グループステージ | リーベル・プレート                 | 1-2                  | 0-0       | 2位               |  |
| 2000     | コパ・メルコスール           | グループステージ | ウニベルシダ・デ・チレ             | 2-0                  | 4-0       | 2位               |  |
| 2000     | コパ・メルコスール           | グループステージ | ベレス・サルスフィエルド           | 2-0                  | 1-1       | 2位               |  |
| 2000     | コパ・メルコスール           | 準々決勝         | リーベル・プレート                 | 1-2                  | 3-4       | 4-6               |  |
| 2001     | コパ・メルコスール           | グループステージ | ナシオナル                         | 2-0                  | 1-4       | 1位               |  |
| 2001     | コパ・メルコスール           | グループステージ | オリンピア                         | 2-0                  | 2-0       | 1位               |  |
| 2001     | コパ・メルコスール           | グループステージ | サン・ロレンソ                     | 2-1                  | 2-1       | 1位               |  |
| 2001     | コパ・メルコスール           | 準々決勝         | インデペンディエンテ               | 4-0                  | 0-0       | 4-0               |  |
| 2001     | コパ・メルコスール           | 準決勝           | グレミオ                           | 2-2                  | 0-0       | 2-2 (4-2 p)       |  |
| 2001     | コパ・メルコスール           | 決勝             | サン・ロレンソ                     | 0-0                  | 1-1       | 1-1 (3-4 p)       |  |
| 2002     | リベルタドーレス             | グループステージ | オンセ・カルダス                   | 4-1                  | 0-1       | 4位               |  |
| 2002     | リベルタドーレス             | グループステージ | ウニベルシダ・カトリカ             | 1-3                  | 1-2       | 4位               |  |
| 2002     | リベルタドーレス             | グループステージ | オリンピア                         | 0-0                  | 0-2       | 4位               |  |
| 2003     | コパ・スダメリカーナ         | 予選リーグ       | インテルナシオナル                 | —                    | 1-3       | 3位               |  |
| 2003     | コパ・スダメリカーナ         | 予選リーグ       | サントス                           | 0-3                  | —         | 3位               |  |
| 2004     | コパ・スダメリカーナ         | 予選2回戦        | サントス                           | 2-2                  | 0-0       | 2-2 (4-5 p)       |  |
| 2007     | リベルタドーレス             | 2ndステージ      | レアル・ポトシ                     | 1-0                  | 2-2       | 1位               |  |
| 2007     | リベルタドーレス             | 2ndステージ      | マラカイボ                         | 3-1                  | 2-1       | 1位               |  |
| 2007     | リベルタドーレス             | 2ndステージ      | パラナ・クルーベ                   | 1-0                  | 1-0       | 1位               |  |
| 2007     | リベルタドーレス             | ラウンド16       | デフェンソール・スポルティング     | 2-0                  | 0-3       | 2-3               |  |
| 2008     | リベルタドーレス             | 2ndステージ      | コロネル・ボロニャシ               | 2-0                  | 0-0       | 1位               |  |
| 2008     | リベルタドーレス             | 2ndステージ      | シエンシアーノ                     | 2-1                  | 3-0       | 1位               |  |
| 2008     | リベルタドーレス             | 2ndステージ      | ナシオナル                         | 2-0                  | 0-3       | 1位               |  |
| 2008     | リベルタドーレス             | ラウンド16       | クラブ・アメリカ                   | 0-3                  | 4-2       | 4-5               |  |
| 2009     | コパ・スダメリカーナ         | 予選1回戦        | フルミネンセ                       | 1-1                  | 0-0       | 1-1(a)            |  |
| 2010     | リベルタドーレス             | 2ndステージ      | ウニベルシダ・カトリカ             | 2-0                  | 0-2       | 2位               |  |
| 2010     | リベルタドーレス             | 2ndステージ      | カラカス                           | 3-2                  | 3-1       | 2位               |  |
| 2010     | リベルタドーレス             | 2ndステージ      | ウニベルシダ・デ・チレ             | 2-2                  | 1-2       | 2位               |  |
| 2010     | リベルタドーレス             | ラウンド16       | コリンチャンス                     | 1-0                  | 1-2       | 2-2(a)            |  |
| 2010     | リベルタドーレス             | 準々決勝         | ウニベルシダ・デ・チレ             | 2-3                  | 2-1       | 4-4(a)            |  |
| 2011     | コパ・スダメリカーナ         | 2回戦            | アトレチコ-PR                      | 1-0                  | 1-0       | 2-2               |  |
| 2011     | コパ・スダメリカーナ         | ラウンド16       | ウニベルシダ・デ・チレ             | 0-4                  | 0-1       | 0-5               |  |
| 2012     | リベルタドーレス             | 1stステージ      | レアル・ポトシ                     | 2-0                  | 1-2       | 3-2               |  |
| 2012     | リベルタドーレス             | 2ndステージ      | ラヌース                           | 3-0                  | 1-1       | 3位               |  |
| 2012     | リベルタドーレス             | 2ndステージ      | エメレク                           | 1-0                  | 2-3       | 3位               |  |
| 2012     | リベルタドーレス             | 2ndステージ      | オリンピア                         | 3-3                  | 2-3       | 3位               |  |
| 2014     | リベルタドーレス             | 2ndステージ      | クラブ・レオン                     | 2-3                  | 1-2       | 3位               |  |
| 2014     | リベルタドーレス             | 2ndステージ      | エメレク                           | 3-1                  | 2-1       | 3位               |  |
| 2014     | リベルタドーレス             | 2ndステージ      | ボリバル                           | 1-1                  | 0-1       | 3位               |  |
| 2016     | コパ・スダメリカーナ         | 2ndステージ      | フルミネンセ                       | 3-1                  | 2-4       | 5-5(a)            |  |
| 2016     | コパ・スダメリカーナ         | ラウンド16       | パレスティーノ                     | 2-1                  | 0-1       | 2-2(a)            |  |
| 2017     | リベルタドーレス             | グループステージ | サン・ロレンソ                     | 4-0                  | 1-2       | 3位               |  |
| 2017     | リベルタドーレス             | グループステージ | アトレチコ-PR                      | 2-1                  | 1-2       | 3位               |  |
| 2017     | リベルタドーレス             | グループステージ | ウニベルシダ・カトリカ             | 3-1                  | 0-1       | 3位               |  |
| 2017     | コパ・スダメリカーナ         | 2ndステージ      | パレスティーノ                     | 5-0                  | 5-2       | 10-2              |  |
| 2017     | コパ・スダメリカーナ         | ラウンド16       | シャペコエンセ                     | 4-0                  | 0-0       | 4-0               |  |
| 2017     | コパ・スダメリカーナ         | 準々決勝         | フルミネンセ                       | 3-3                  | 1-0       | 4-3               |  |
| 2017     | コパ・スダメリカーナ         | 準決勝           | アトレティコ・ジュニオール         | 2-1                  | 2-0       | 4-1               |  |
| 2017     | コパ・スダメリカーナ         | 決勝             | インデペンディエンテ               | 1-1                  | 1-2       | 2-3               |  |
| 2018     | リベルタドーレス             | グループステージ | リーベル・プレート                 | 2-2                  | 0-0       | 2位               |  |
| 2018     | リベルタドーレス             | グループステージ | エメレク                           | 2-0                  | 2-1       | 2位               |  |
| 2018     | リベルタドーレス             | グループステージ | サンタフェ                         | 1-1                  | 0-0       | 2位               |  |
| 2018     | リベルタドーレス             | ラウンド16       | クルゼイロ                         | 0-2                  | 1-0       | 1-2               |  |
| 2019     | リベルタドーレス             | グループステージ | サン・ホセ                         | 2-2                  | 6-1       | 1位               |  |
| 2019     | リベルタドーレス             | グループステージ | キト                               | 3-1                  | 1-2       | 1位               |  |
| 2019     | リベルタドーレス             | グループステージ | ペニャロール                       | 0-1                  | 0-0       | 1位               |  |
| 2019     | リベルタドーレス             | ラウンド16       | エメレク                           | 2-0                  | 0-2       | 2-2 (4-2 p)       |  |
| 2019     | リベルタドーレス             | 準々決勝         | インテルナシオナル                 | 2-0                  | 1-1       | 3-1               |  |
| 2019     | リベルタドーレス             | 準決勝           | グレミオ                           | 5-0                  | 1-1       | 6-1               |  |
| 2019     | リベルタドーレス             | 決勝             | リーベル・プレート                 | 2-1                  | 2-1       | 2-1               |  |
| 2019     | クラブワールドカップ         | 準決勝           | アル・ヒラル                       | 3-1                  | 3-1       | 3-1               |  |
| 2019     | クラブワールドカップ         | 決勝             | リヴァプール                       | 0-1(延長)            | 0-1(延長) | 0-1(延長)         |  |
| 2020     | レコパ・スダメリカーナ       | 決勝             | インデペンディエンテ・デル・バジェ | 2-2                  | 3-0       | 5-2               |  |
| 2020     | リベルタドーレス             | グループステージ | アトレティコ・ジュニオール         | 4-0                  | 2-1       | 1位               |  |
| 2020     | リベルタドーレス             | グループステージ | バルセロナ                         | 3-0                  | 2-1       | 1位               |  |
| 2020     | リベルタドーレス             | グループステージ | インデペンディエンテ・デル・バジェ | 4-0                  | 0-5       | 1位               |  |
| 2020     | リベルタドーレス             | ラウンド16       | ラシン・クラブ                     | 1-1                  | 1-1       | 2-2 (3-5 p)       |  |
| 2021     | リベルタドーレス             | グループステージ | ベレス・サルスフィエルド           | 0-0                  | 3-2       | 1位               |  |
| 2021     | リベルタドーレス             | グループステージ | ウニオン・ラ・カレラ               | 4-1                  | 2-2       | 1位               |  |
| 2021     | リベルタドーレス             | グループステージ | キト                               | 2-2                  | 3-2       | 1位               |  |
| 2021     | リベルタドーレス             | ラウンド16       | デフェンサ・イ・フスティシア       | 4-1                  | 1-0       | 5-1               |  |
| 2021     | リベルタドーレス             | 準々決勝         | オリンピア                         | 5-1                  | 4-1       | 9-2               |  |
| 2021     | リベルタドーレス             | 準決勝           | バルセロナ                         | 2-0                  | 2-0       | 4-0               |  |
| 2021     | リベルタドーレス             | 決勝             | パルメイラス                       | 1-2(延長)            | 1-2(延長) | 1-2(延長)         |  |
| 2022     | リベルタドーレス             | グループステージ | スポルティング・クリスタル         | 2-1                  | 2-0       | 1位               |  |
| 2022     | リベルタドーレス             | グループステージ | タジェレス                         | 3-1                  | 2-2       | 1位               |  |
| 2022     | リベルタドーレス             | グループステージ | ウニベルシダ・カトリカ             | 3-0                  | 3-2       | 1位               |  |
| 2022     | リベルタドーレス             | ラウンド16       | デポルテス・トリマ                 | 1-0                  | 7-1       | 8-1               |  |
| 2022     | リベルタドーレス             | 準々決勝         | コリンチャンス                     | 1-0                  | 2-0       | 3-0               |  |
| 2022     | リベルタドーレス             | 準決勝           | ベレス・サルスフィエルド           | 2-1                  | 4-0       | 6-1               |  |
| 2022     | リベルタドーレス             | 決勝             | アトレチコ-PR                      | 1-0                  | 1-0       | 1-0               |  |
| 2023     | レコパ・スダメリカーナ       | 決勝             | インデペンディエンテ・デル・バジェ | 1-0                  | 0-1       | 1-1(延長) (4-5 p) |  |
| 2023     | リベルタドーレス             | グループステージ | アウカス                           | 4-0                  | 1-2       | 2位               |  |
| 2023     | リベルタドーレス             | グループステージ | ニュブレンセ                       | 2-0                  | 1-1       | 2位               |  |
| 2023     | リベルタドーレス             | グループステージ | ラシン・クラブ                     | 2-1                  | 1-1       | 2位               |  |
| 2023     | リベルタドーレス             | ラウンド16       | オリンピア                         | 1-0                  | 1-3       | 2-3               |  |
| 2024     | リベルタドーレス             | グループステージ | ミジョナリオス                     | 3-0                  | 1-1       | 2位               |  |
| 2024     | リベルタドーレス             | グループステージ | パレスティーノ                     | 2-0                  | 0-1       | 2位               |  |
| 2024     | リベルタドーレス             | グループステージ | ボリバル                           | 4-0                  | 1-2       | 2位               |  |
| 2024     | リベルタドーレス             | ラウンド16       | ボリバル                           | 2-0                  | 0-1       | 2-1               |  |
| 2024     | リベルタドーレス             | 準々決勝         | ペニャロール                       | 0-1                  | 0-0       | 0-1               |  |
| 2025     | コパ・リベルタドーレス       | グループステージ | デポルティーボ・タチラ             | 1-0                  | 1-0       | 2位               |  |
| 2025     | コパ・リベルタドーレス       | グループステージ | セントラル・コルドバ               | 1-2                  | 1-1       | 2位               |  |
| 2025     | コパ・リベルタドーレス       | グループステージ | キト                               | 2-0                  | 0-0       | 2位               |  |
| 2025     | コパ・リベルタドーレス       | ラウンド16       | インテルナシオナル                 | 8/13                 | 8/20      |                   |  |
| 2025     | クラブワールドカップ         | グループステージ | エスペランス・チュニス             | 2-0                  | 2-0       | 位                |  |
| 2025     | クラブワールドカップ         | グループステージ | チェルシー                         | 6/20                 | 6/20      | 位                |  |
| 2025     | クラブワールドカップ         | グループステージ | LAFC                               | 6/24                 | 6/24      | 位                |  |

## 現所属メンバー
スーペルコパ・レイ2025決勝戦でのフォーメーション（4-2-3-1）
2025年7月27日現在
注：選手の国籍表記はFIFAの定めた代表資格ルールに基づく。
| No. | Pos. |              | 選手名                            |
| --- | ---- | ------------ | --------------------------------- |
| 1   | GK   | アルゼンチン | アグスティン・ロッシ ()           |
| 2   | DF   | ウルグアイ   | ギジェルモ・バレラ ()             |
| 3   | DF   | ブラジル     | レオ・オルチス ()                 |
| 4   | DF   | ブラジル     | レオ・ペレイラ                    |
| 5   | MF   | チリ         | エリック・プルガル                |
| 6   | DF   | ブラジル     | アイルトン・ルーカス              |
| 7   | FW   | ブラジル     | ルイス・アラウージョ              |
| 8   | MF   | スペイン     | サウール・ニゲス                  |
| 9   | FW   | ブラジル     | ペドロ                            |
| 10  | MF   | ウルグアイ   | ジョルジアン・デ・アラスカエタ () |
| 11  | FW   | ブラジル     | エヴェルトン                      |
| 13  | DF   | ブラジル     | ダニーロ                          |
| 17  | DF   | ウルグアイ   | マティアス・ビーニャ ()           |
| 18  | MF   | ウルグアイ   | ニコラス・デ・ラ・クルス ()       |
| 19  | MF   | ブラジル     | ロラン                            |
| 20  | FW   | ブラジル     | マテウス・ゴンサウヴェス          |

| No. | Pos. |            | 選手名                 |
| --- | ---- | ---------- | ---------------------- |
| 21  | DF   | ブラジル   | パブロ                 |
| 21  | MF   | イタリア   | ジョルジーニョ         |
| 23  | FW   | ブラジル   | ジュニーニョ           |
| 25  | GK   | ブラジル   | マテウス・クーニャ     |
| 26  | DF   | ブラジル   | アレックス・サンドロ   |
| 27  | FW   | ブラジル   | ブルーノ・エンヒキ     |
| 29  | MF   | ブラジル   | アラン                 |
| 30  | FW   | ブラジル   | ミシャエウ             |
| 33  | DF   | ブラジル   | クレイトン             |
| 43  | DF   | ブラジル   | ウェズレイ・フランカ   |
| 49  | GK   | ブラジル   | ジオゴ・アウヴェス     |
| 50  | FW   | エクアドル | ゴンサロ・プラタ       |
| 52  | MF   | ブラジル   | エヴェルトン・アラウホ |
| 61  | DF   | ブラジル   | ジョアン・ヴィクトル   |
| 64  | FW   | ブラジル   | ワラシ・ヤン           |
| --  | MF   | ブラジル   | ヴィクトル・ウーゴ     |

監督
- フィリペ・ルイス

### ローン移籍
in
注：選手の国籍表記はFIFAの定めた代表資格ルールに基づく。
| No. | Pos. |  | 選手名 |
| --- | ---- |  | ------ |

out
注：選手の国籍表記はFIFAの定めた代表資格ルールに基づく。
| No. | Pos. |          | 選手名                          |
| --- | ---- | -------- | ------------------------------- |
| --  | FW   | ブラジル | カルリーニョス (ECヴィトーリア) |

| No. | Pos. |          | 選手名                                    |
| --- | ---- | -------- | ----------------------------------------- |
| --  | FW   | ブラジル | ペッテルソン・ノヴァエス (パイサンドゥSC) |

## 歴代監督
- マリオ・ザガロ 1972-1973, 1984-1985, 2000-2001
- パウロ・セーザル・カルペジアーニ 1981-1983, 2000, 2018
- テレ・サンタナ 1988-1989
- バウディール・エスピノーザ 1989-1990, 2006
- ヴァンデルレイ・ルシェンブルゴ 1991, 1995, 2010-2012, 2014-2015
- ジョエル・サンタナ 1996, 1998, 2005, 2007-2008, 2012
- パウロ・アウトゥオリ 1997-1998
- ジョアン・カルロス 2002
- オズワルド・オリヴェイラ 2003, 2015
- ネイ・フランコ 2006-2007, 2014
- カイオ・ジュニオール 2008
- ジョルジーニョ 2013
- マノ・メネーゼス 2013
- ジャイメ・デ・アウメイダ 2013
- クリストヴォン・ボルジェス 2015
- ムリシ・ラマーリョ 2016
- レイナルド・ルエダ 2017
- マウリシオ・バルビエリ 2018
- ドリヴァウ・ジュニオル 2018, 2022-
- アベウ・ブラガ 2019
- ジョルジェ・ジェズス 2019-2020
- ドメネク・トレント 2020
- ロジェリオ・セニ 2020-2021
- レナト・ガウショ 2021
- パウロ・ソウザ 2021-2022
- ドリヴァウ・ジュニオール（英語版） 2022
- ヴィトール・ペレイラ 2023
- ホルヘ・サンパオリ 2023
- チッチ 2023-2024
- フィリペ・ルイス 2024-

## 歴代所属選手

### GK
- ウバルド・フィジョール 1984-1985
- ジュリオ・セザル 1998-2005
- ジエゴ・アウベス 2017-2023

### DF
- ジュニオール 1973-1984, 1989-1993
- レアンドロ 1978-1990
- モーゼル 1980-1987
- ダリオ・ペレイラ 1988
- ジョルジーニョ 1984-1989
- アウダイール 1986-1989
- アンドレ・クルス 1989-1990
- ブランコ 1995
- ジュニオール・バイアーノ 1996-1998, 2004-2005
- ゼ・マリア 1996-1998
- ジウベルト 1996-1998
- フアン 1996-2002, 2016-2019
- リカルド・ローシャ 1998-1999
- カルロス・ガマーラ 2000-2001
- パブロ・マリ 2019-2020
- フィリペ・ルイス 2019-2023
- ダヴィド・ルイス 2021-

### MF
- ジーコ 1971-1983, 1985-1989
- チッタ 1977-1982
- ソクラテス 1986-1987
- ジーニョ 1986-1992, 2004-2005
- レオナルド 1987-1990, 2002
- メフメト・アウレリオ 1995-2001
- ゼ・ロベルト 1998
- アレックス 2000
- デニウソン 2000-2001
- ジョゼ・クレベルソン 2007-2012
- ディエゴ・ガビラン 2008
- ムラーリャ 2011-2017
- ジエゴ 2016-2022
- ジョルジアン・デ・アラスカエタ 2019-
- アルトゥーロ・ビダル 2022-2023
- エリック・プルガル 2022-
- ニコラス・デ・ラ・クルス 2024-

### FW
- ヌーネス 1973, 1980-1983, 1990
- ベベット 1983-1989
- レナト・ガウショ 1987-1988, 1989-1990, 1993, 1997-1998
- サヴィオ 1992-1997, 2006
- エジムンド 1995
- ロマーリオ 1995-1996, 1997, 1998-1999
- アドリアーノ 2000-2001, 2009-2010, 2012
- ロナウジーニョ 2011-2012
- ヴィニシウス・ジュニオール 2017-2018
- ガブリエウ・バルボーザ 2019, 2020-2024